# Coleophora acamtopappi
Coleophora acamtopappi é uma espécie de mariposa do gênero Coleophora pertencente à família Coleophoridae.